# Прошене
Прошене (пол. Proszenie) — село в Польщі, у гміні Вольбуж Пйотрковського повіту Лодзинського воєводства.
Населення — 425 осіб (2011).
У 1975-1998 роках село належало до Пйотрковського воєводства.

## Демографія
Демографічна структура станом на 31 березня 2011 року:
|          | Загалом | Допрацездатний вік | Працездатний вік | Постпрацездатний вік |
| -------- | ------- | ------------------ | ---------------- | -------------------- |
| Чоловіки | 221     | 43                 | 158              | 20                   |
| Жінки    | 204     | 41                 | 120              | 43                   |
| Разом    | 425     | 84                 | 278              | 63                   |